# Hoàng tử Ba Tư (trò chơi)
Hoàng tử Ba Tư (tiếng Anh: Prince of Persia, thường được viết tắt là PoP) là trò chơi hành động trên máy tính dành cho một người chơi. Nhiệm vụ của người chơi là điều khiển nhân vật hoàng tử Ba Tư thực hiện các động tác leo trèo giữa các tầng nhà ngục, nhảy qua hố sâu và vượt các chướng ngại vật, đấu kiếm với lính gác ngục, cùng các thử thách khác để tìm và giải cứu công chúa.

## Lịch sử game
Năm 1989, hãng Brøderbund đưa ra phiên bản Prince of Persia đầu tiên. Phiên bản Prince of Persia II tiếp tục được Brøderbund phát triển và phát hành năm 1993, với những cải thiện về hình ảnh và âm thanh. Năm 1999, phiên bản Prince 3D lần đầu tiên gắn với hành trình trong không gian ba chiều. Sau đó hãng Ubisoft đã thay Brøderbund phát triển trò chơi, với các phiên bản mới: The Sands of Time (2003), Warrior Within (2004), The Two Thrones (2005), The Ghost of Past (2008- bản ngoại truyện), The Forgotten Sands (2010- sau sự kiện ở phiên bản The Sands of Time). Chàng hoàng tử Ba Tư được thiết kế trên mẫu hình của em trai của nhà đạo diễn khi ông thấy cậu em trai mặc một bộ đồ pijama trắng và chạy nhảy, leo trèo đã tạo nên cảm hứng cho tác giả thiết kết nhân vật. Càng sau này thì các phiên bản được thiết kế càng tinh xảo hơn trước.

## Cốt truyện
Prince of Persia I: The Sands of Time bắt đầu với khung cảnh nước Ba Tư cổ đại. Năm 617 trước công nguyên, vua nước Ba Tư là Sharaman dẫn quân chinh phục vương quốc của Maharaja, một vị hoàng tử được chọn làm người dẫn dắt đoàn binh Ba Tư, trong trận chiến, chàng bị lạc vào một mê cung bên dưới tòa thành, tại đây chàng đã tìm được con dao của nữ hoàng thời gian. Khi chàng thoát khỏi mê cung cũng là lúc đôi quân Ba Tư đã chiến thắng, con gái của vua Maharaja là công chúa Farah đang bị bắt, và tên tể tướng (Jafa) của Maharaja đã chỉ cho vua xứ Ba Tư nơi cất giấu chiếc đồng hồ cát ma thuật thần kì. Biết tin chàng hoàng tử có được con dao ma thuật, tên tể tướng xin nhà vua cho phép giữ con dao thần nhưng đã bị nhà vua từ chối. 

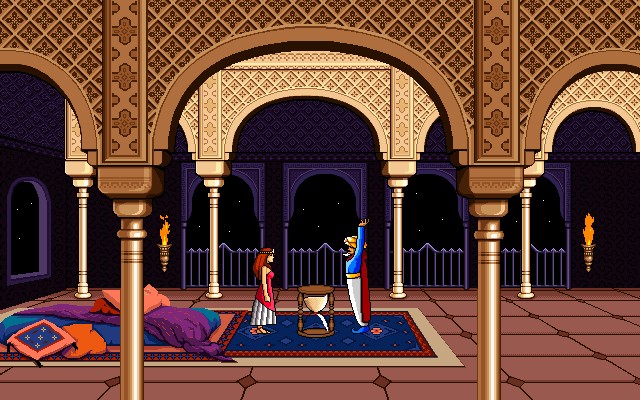
Bối cảnh bắt đầu câu chuyện, công chúa bị Tể tướng gian ác giam cầm, ép phải lấy hắn

Tại Azad, tên tể tướng bây giờ đang là cận thần của đức vua được sủng ái, hắn đã xúi giục hoàng tử kích hoạt dòng cát thời gian, biến tất cả sinh vật sống trở thành quái vật cát, trừ tên tể tướng, chàng hoàng tử và công chúa Farah, do ba người họ nắm giữ con dao ma thuật, lá bùa thời gian và cây trượng thần. Sau cuộc chạy trốn thoát khỏi những tên quái vật cát, hoàng tử hợp tác với Farah để tìm lại chiếc đồng hồ cát đã bị tên tể tướng cướp mất và thu hồi dòng cát ma thuật. Thời gian đầu hoàng tử vẫn chưa tin tưởng Farah vì lo sợ nàng sẽ trả thù cho những gì mà đội quân Ba Tư đã gây ra. Dần dần, họ tiến lại gần nhau hơn và nảy sinh tình cảm với nhau.
Sau khi tới được tòa tháp, lúc chuẩn bị để thu hồi dòng cát ma thuật, sự nghi ngờ lại chiếm lấy tâm hồn của hoàng tử. Một phút chần chừ, và họ đã bị tên tể tướng phát hiện. Họ bị một cơn lốc ma thuật đẩy vào một hầm mộ. Mọi thứ xung quanh tối om, chàng rơi vào tuyện vọng, và Farah đã kể chàng nghe về câu thần chú có thể giúp khắc phục nỗi sợ hãi. Câu thần chú "Kakolookiyam" được đọc lên và họ rơi xuống một đường hầm bên dưới chiếc quách, đường hầm dẫn tới một hồ nước, và họ đã cùng nhau tắm, tận hưởng sự êm đềm của tình yêu, sau khi tỉnh dậy. Hoàng tử thấy mình đang nằm trên ngôi mộ, Farah đã bỏ đi cùng con dao thần, để lại chiếc bùa để nó có thể bảo vệ chàng khỏi dòng cát thời gian. 
Trong lúc trở về tòa tháp bình minh, chàng đã tìm thấy Farah, nhưng chàng không thể cứu được nàng, một lần nữa tên tể tướng lại phát hiện ra chàng, và không một phút đắn đo, chàng dùng con dao đâm vào chiếc đồng hồ cát, thu hồi dòng cát và trở về quá khứ lúc chàng đang chuẩn bị chinh phục vương quốc của Maharaja. Sau khi đột nhập vào căn phòng của công chúa Farah đang bị giam cầm, chàng hoàng tử đã chiến đấu và tiêu diệt tên tể tướng và trao trả lại cho công chúa con dao thần. Và sau khi công chúa hỏi tên của chàng, chàng bảo: "Hãy cứ gọi tôi là Kakolookiyam."
Prince of Persia II: Warrior Within: Sáu năm sau cuộc phiêu lưu khốc liệt, hoàng tử Ba Tư tưởng dòng cát thời gian ma quái đã được thu hồi và mọi khó khăn đã hết. Nhưng sau đó chàng lại bị một con quái vật truy đuổi và chàng đã phải gặp nhà hiền triết của xứ Babylon. Con quái vật ấy là Dahaka, người bảo vệ dòng thơi gian, những ai kích hoạt dòng cát ma thuật và thay đổi vận mệnh của mình sẽ phải chết. Không đầu hàng số phận, chàng rong thuyền đến hòn đảo thời gian trong truyền thuyết, quay trở về thời đại cổ xưa và tiêu diệt nữ hoàng thời gian trước khi bà ta tạo ra dòng cát ma thuật. 
Trong khi đang du hành đến hòn đảo kì bí, chàng bị một chiếc tàu lạ tấn công và sau đó bị một nữ sát thủ áo đen đạp xuống biển. Tỉnh dậy sau khi bị lũ quạ đánh thức, chàng phát hiện ra mình đang ở hòn đảo thời gian, mọi thứ đều hoang tàn, đổ nát, sau theo dấu tên nữ sát thủ, chàng trở về quá khứ, thời điểm dòng cát chưa được tạo ra và Dahaka chưa tồn tại, chàng cứu Kaileena, người đang bị tên nữ sát thủ lạ mặt truy sát. Kaileena cảnh báo chàng rời khỏi hòn đảo nhưng chàng không đồng ý. Sau đó chàng tiếp tục tìm thấy chiếc đồng hồ cát, và Kaileena đã đổi ý, nàng giúp chàng kích hoạt tòa lâu đài và tiến vào căn phòng của nữ hoàng thời gian. 
Sau khi kích hoạt tòa lâu đài, chàng nhận ra Kaileena chính là nữ hoàng thời gian, nàng đã thấy trước số phận của mình là chết bởi bàn tay chàng, nàng đã tìm mọi cách đuổi hoàng tử rời khỏi hòn đảo nhưng chàng vẫn kiên quyết tìm gặp nữ hoàng thời gian và thay đổi số phận, và nàng đã nghĩ rằng: nếu hoàng tử có thể thay đổi được số phận của mình, tại sao nàng lại không. Và sau cuộc chiến với Kaileena, chàng trở về hiện tại, rong thuyền về Babylon. Nhưng số phận chưa buông tha chàng, Dahaka vẫn truy sát chàng. Chàng nhận ra Kaileena đã tạo ra dòng cát thời gian bằng xương cốt của mình, việc giết Kaileena đồng nghĩa với việc tạo ra dòng cát thời gian. 
Và trong cơn tuyệt vọng, chàng đã tìm thấy bức văn tự viết trên đá của vị tướng quân vương quốc Maharaja, trong lúc khai quật chiếc đồng hồ cát, ông đã tìm thấy chiếc mặt nạ cát, thứ có thể giúp chàng trở thành hiện thân của dòng cát, trở về những mốc thời gian trong quá khứ và thay đổi số mệnh. Một ý tưởng lóe lên, nếu chàng tiêu diệt Kaileena ở hiện tại, dòng cát thời gian sẽ không được tạo ra trong quá khứ, và Maharaja sẽ không tìm thấy chiếc đồng hồ cát ma quái, Dahaka sẽ không còn nợ nần gì với chàng. 
Sau khi dụ Kaileena trở về hiện tại, chàng lại gặp Dahaka, và nó không truy sát chàng mà thay vào đó truy sát Kaileena vì nàng không thuộc thời đại này, phát hiện ra thanh Thủy Kiếm trong căn phòng của Kaileena có thể tấn công Dahaka, chàng tiêu diệt nó, giải cứu Kaileena và thay đổi số phận của cả hai. Và sau khi Dahaka bị tiêu diệt, họ cùng như trở về thành Babylon. Trong giấc mơ, hoàng tử thấy cả kinh thành ngập trong biển lửa. Giọng nói của nhà hiền triết vang lên: "Cuộc hành trình của ngươi sẽ không kết thúc tốt đẹp. Ngươi không thể thay đổi số phận của mình. Không ai có thể làm điều đó."
Prince of Persia III: The Two Thrones: Sau khi kết thúc phần 2 Warrior Within đầy những biến cố, chàng hoàng tử của chúng ta trở về sau chiến thắng lẫy lừng. Tưởng chừng như cuộc sống đã an bài cho chàng và Kaileena cùng chung sống hạnh phúc với nhau bên những ngày tháng đẹp đẽ. Thế nhưng số phận thật trớ trêu đã làm họ phải cách biệt lần nữa và một cuộc phiêu lưu mới của Hoàng Tử Ba Tư lại bắt đầu và đây cũng chính là cốt truyện của phần tiếp theo trong trò chơi này... 
Thay đổi số phận, viết lại dòng thời gian, đồng nghĩa với việc Maharaja chưa từng tìm thấy chiếc đồng hồ cát, cuộc phiêu lưu ở phần I chưa xảy ra và tên tể tướng vẫn còn sống. Hắn đang đánh chiếm Ba Tư, quê hương của chàng, và hắn đã dùng con dao mà Maharaja tìm thấy ở đảo thời gian, bắt và giết Kaileena, sau đó hắn đâm con dao vào bụng mình, hút hết năng lực của dòng cát và trở thành một con quỷ, bất tử. Còn chàng hoàng từ, vì không có con dao, lá bùa hay cây quyền trượng, đã bị dòng cát xâm nhập một phần, may mắn là chàng nhanh chóng cướp được con dao thời gian và giữ lại một nửa linh hồn của mình. 
Giờ đây, mỗi khi cơn thịnh nộ ùa đến, phần linh hồn xấu xa và dòng cát mang lại biến chàng trở thành một con quái vật, mạnh mẽ và kiêu hãnh. Và chàng hoàng tử trong lúc tìm kiếm tên tể tướng đã tìm thấy Farah, con gái của Maharaja, cùng với Farah, cuộc phiêu lưu tiêu diệt tên tể tướng và chế ngự phần xấu xa trong linh hồn của chàng bắt đầu. Sau khi đâm tên tể tướng bằng con dao thần, chàng thu hồi lại dòng cát ma thuật vào con dao, linh hồn của Kaileena hiện ra và nàng xóa bỏ toàn bộ ảnh hưởng mà dòng cát gây ra cho dân chúng. Đồng thời chàng chế ngự và xóa bỏ con quái vật bên trong chàng. 
Tỉnh dậy trong vòng tay của Farah, nàng thắc mắc tại sao chàng đã biết tên nàng dù cả hai chưa từng gặp mặt. Chàng đáp: "Hầu hết mọi người nghĩ rằng thời gian giống như một dòng sông, chảy nhanh chóng và chắc chắn theo một hướng. Nhưng ta đã nhìn thấy khuôn mặt của thời gian, và ta có thể cho nàng biết: họ sai. Thời gian là đại dương trong một cơn bão. Nàng có thể tự hỏi ta thực sự là ai, và lý do tại sao ta nói điều này. Hãy lắng nghe, và ta sẽ mang đến cho nàng một câu chuyện mà chắc chắn nàng chưa từng được nghe." Và khung cảnh trở về lúc hoàng tử đang tiến quân tấn công vương quốc của Maharaja. Từ đây, chàng hoàng tử đã kể lại toàn bộ cuộc phiêu lưu của mình cho Farah.

## Cách chơi
Trong Prince of Persia I và II, khung cảnh của trò chơi là hai chiều và người điều khiển nhân vật hoàng tử thực hiện các động tác chạy nhảy, leo trèo và đấu kiếm với lính gác ngục. Nhà ngục được chia thành nhiều tầng khác nhau, để lên xuống các tầng, nhân vật phải trèo lên và xuống. Việc rơi từ độ cao hai tầng sẽ làm nhân vật mất một đơn vị máu và rơi ở độ cao ba tầng sẽ chết. Trong quá trình di chuyển, nhân vật có thể bổ sung lại lượng máu nếu tìm thất và nhặt rồi uống những cái lọ nước, nhưng nếu lọ nước nào bốc khói xanh là lọ thuốc độc, uống vào sẽ mất thêm máu.
Các phím mũi tên được dùng để di chuyển nhân vật như sau:
- → đi sang phải, (giữ chặt) để chạy
- ← đi sang trái, (giữ chặt) để chạy
- Shift →: bước sang phải (tránh trượt chân xuống hố sâu và để bước qua chông)
- Shift →: bước sang trái (tránh trượt chân xuống hố sâu và để bước qua chông)
- Mũi tên lên: để nhảy lên (bám và leo lên tầng trên). Mặt khác khi đang chạy ấn phím này sẽ thực hiện nhảy xa ở ngay bước chạy sau đó.
- Mũi tên xuống: để ngồi xuống. Trong Prince of Persia I thì nút này còn có tác dụng bò trườn.
- Page Up và Home: để bật nhảy sang phải/trái. Bật xa có khoảng cách là 2 ô, và nếu kết hợp với bám (xem phần dưới đây) có thể nhảy qua vực rộng 3 ô. Ngoài ra bật xa có thể thực hiện bằng cách bấm đồng thời các phím mũi tên sang và lên.
- Shift: để bám vào bờ vực bên kia sau khi nhảy. Thông thường nhân vật chỉ có thể nhảy xa được ba ô nếu có chạy đà. Tuy nhiên sau khi nhảy nếu bám vào bờ vực bên kia thì có thể nhảy qua vực có bề rộng bốn ô.

Ngoài ra Shift còn có tác dụng rút kiếm và chém trong Prince of Persia I.
- Ctrl: rút kiếm và chém trong Prince of Persia II. Việc dùng một phím khác thay vì Shift để rút kiếm cho phép nhân vật xử lý tình huống linh hoạt hơn khi vừa thực hiện chạy nhảy vừa chiến đấu với lính canh.

Trong các cuộc đấu kiếm với lính gác, mỗi lần chém trúng sẽ làm đối phương mất một đơn vị máu. Bên nào hết máu trước sẽ bị chết. Hai bên chiến đấu còn có thể đỡ, gạt những đường kiếm của đối phương hoặc xoay đổi bên. Trong trường hợp bị "chết" trò chơi trở lại từ đầu bài hiện thời. Số mạng của nhân vật là vô hạn nhưng có hạn chế về thời gian chơi (chẳng hạn, tổng thời gian chơi của Prince of Persia I là 60 phút).

## Tính chất mê cung

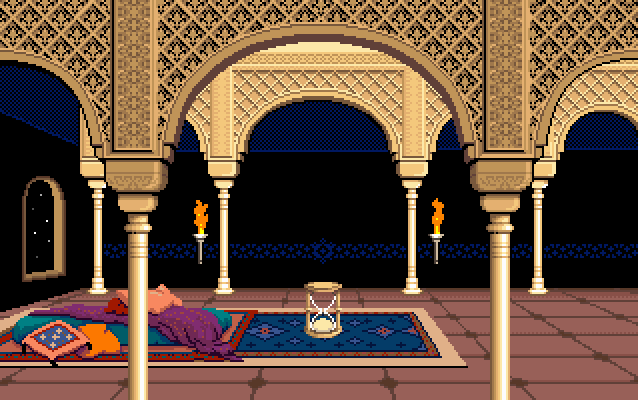
Cảnh kết thúc

Mặc dù được xếp vào loại trò chơi hành động, và yêu cầu người chơi phải thực hiện khéo léo các động tác nhảy, leo trèo, vượt chướng ngại vật, đấu kiếm... nhưng mức độ khó của trò chơi cũng một phần đáng kể là do kết cấu của một nhà ngục như một mê cung. Một số đặc điểm của trò chơi thể hiện điều này, các cánh cửa chỉ mở khi dẫm vào những phiến đá nhất định, hoặc những lối đi bí mật hé mở khi những tấm trần nhà rơi xuống, có nhiều hầm bẫy chông, bẫy dao rất nguy hiểm, có thể mất mạng ngay nếu dính bẫy... Trò chơi có tính thời gian, nên khả năng định hình đường đi cũng là một yêu cầu quan trọng.